# Liuzhou Challenger
Liuzhou Challenger, właśc. Lizhou International Challenger – męski turniej tenisowy rangi ATP Challenger Tour. Rozgrywany na kortach twardych w chińskim Liuzhou od 2018 roku.

## Mecze finałowe

### Gra pojedyncza
| Rok  | Mistrz                      | Finalista         | Wynik            |
| 2019 | Alejandro Davidovich Fokina | Denis Istomin     | 6:4, 5:7, 7:6(5) |
| 2018 | Radu Albot                  | Miomir Kecmanović | 6:2, 4:6, 6:3    |

### Gra podwójna
| Rok  | Mistrzowie                   | Finaliści                            | Wynik          |
| 2019 | Michaił Jełgin Denis Istomin | Nam Ji-sung Song Min-kyu             | 3:6, 6:4, 10–6 |
| 2018 | Gong Maoxin Zhang Ze         | Hsieh Cheng-peng Christopher Rungkat | 6:3, 2:6, 10–3 |